# Fourrure (héraldique)
Pour les articles homonymes, voir Fourrure (homonymie) et Panne.
En héraldique, sont appelées fourrures,, 
(ou parfois pannes),, 
les couleurs hermine,,,,, et vair,,,,, 
ainsi que leurs variantes, principalement la contre-hermine,,, et le contre-vair,,.
Les fourrures sont des compositions bichromes utilisant un métal et un émail ; qualifiées de « mixtes », c'est-à-dire qu'utilisées en association avec des figures (pièces ou meubles), elles ne sont donc pas soumises à la règle de contrariété des couleurs. Généralement, les créateurs d'armes recherchent le plus grand contraste possible et utilisent l'hermine plutôt comme un métal, l'argent y étant dominant : d'hermine à la bande de gueules (qui est de la commune de Glageon, dans le Nord) et la contre-hermine comme un émail, le sable y étant dominant : de contre-hermine à deux chevrons d'or (qui est de la famille Somner en Angleterre). Pour les vairs, où ne domine ni l'azur ni l'argent, on cherchera surtout à éviter l'association avec l'azur ou l'argent.
Exemple de blason posant fourrure sur fourrure (Coupé d'hermine à une hermine de vair et de vair à un verre d'hermine), tout à fait régulier.

## Historique
À l'origine, l'utilisation de fourrures (anciennement « doubleures ») pour obtenir certains effets colorés des blasons, semble avoir été d'un usage fréquent.
Ainsi, la couleur sable (noir) était sans doute à l'origine une fourrure : celle de la zibeline de couleur noire, qui se nomme en russe соболь (sobol) ; son nom russe aurait donné le mot « sable » dans son acception héraldique. Mais, tandis que le sable finit par être unanimement considéré comme un émail, la zibeline est restée fourrure avec ses mouchetures (synonyme de « fausse hermine »).
L'étymologie du mot gueules (d'origine encore discutée) a pu laisser penser à une fourrure primitive. En héraldique, le terme de « gueules » désignerait la couleur rouge du fait, dit-on, que l'on utilisait des peaux de gosier de martres — ce qui semble tout à fait improbable. Le vair, quant à lui, reproduit un assemblage fait de fourrures de petit-gris de Russie au ventre blanc et au dos gris-bleuté.
Les fourrures monochromes ont disparu en tant que fourrures héraldiques. N'ont subsisté que les compositions à motifs bichromes obtenues par « semis de mouchetures », comme l'hermine ou la zibeline, ou par patchwork, comme le vair.

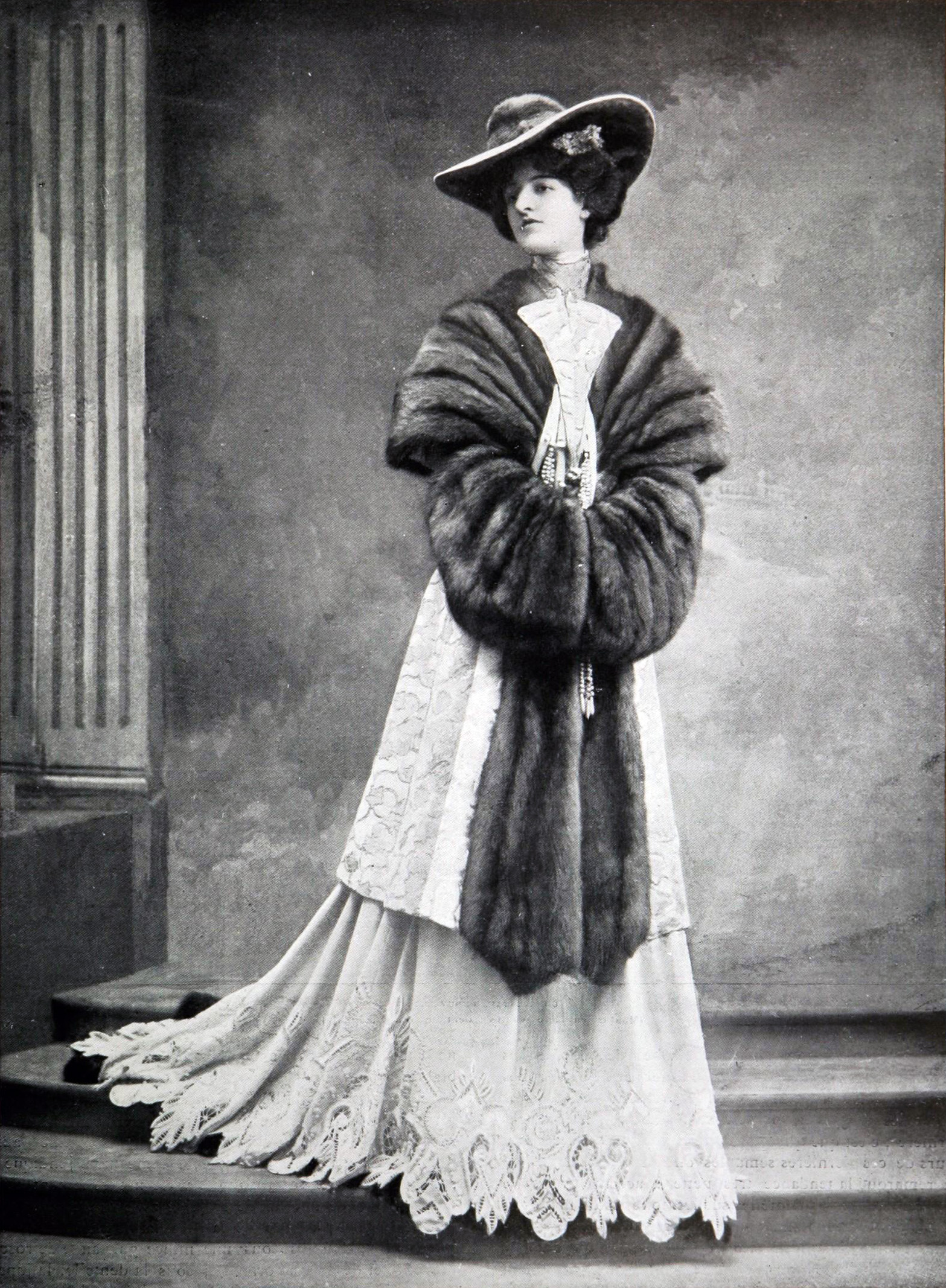
Manteau de zibeline
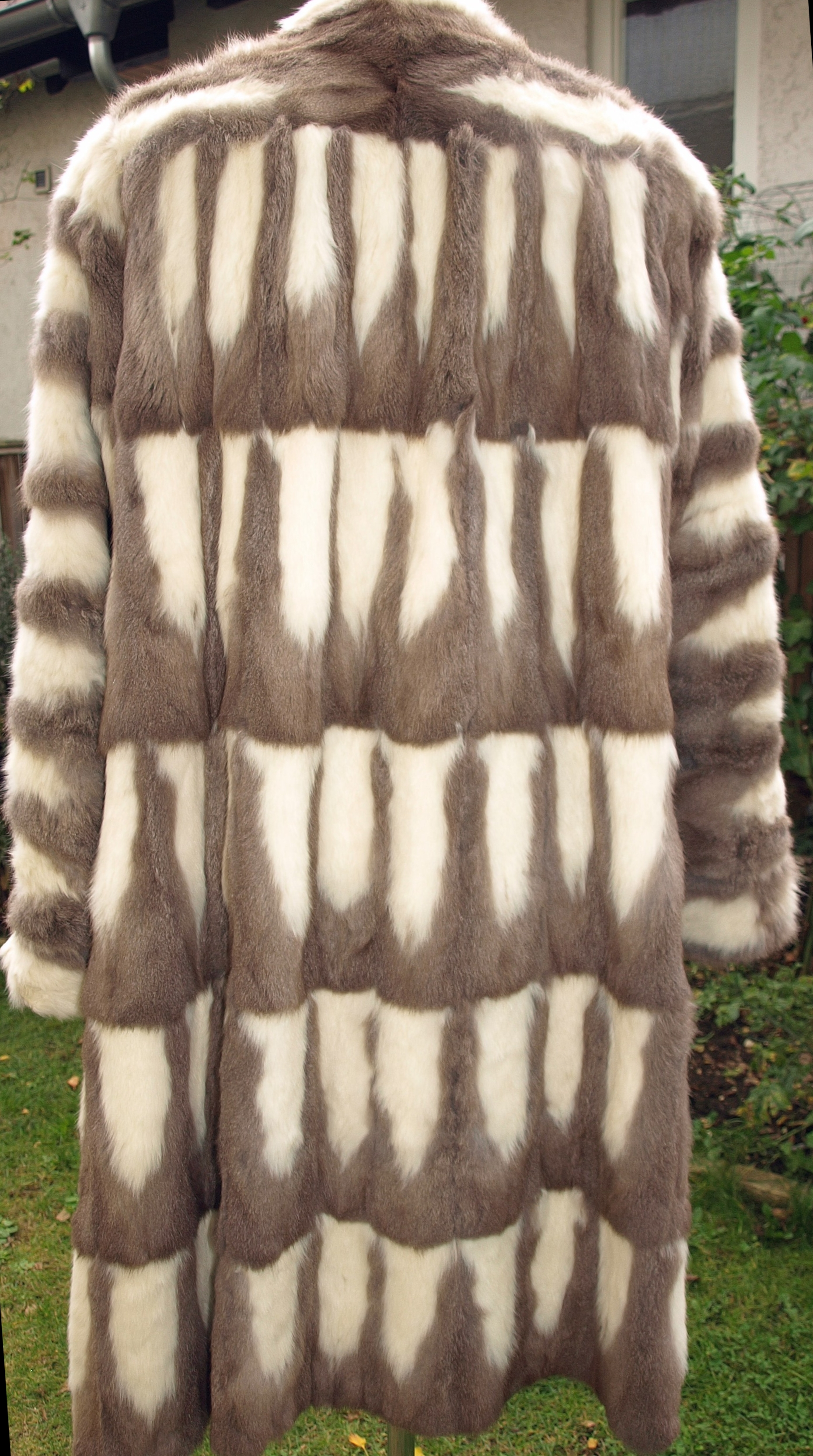
Manteau de vair
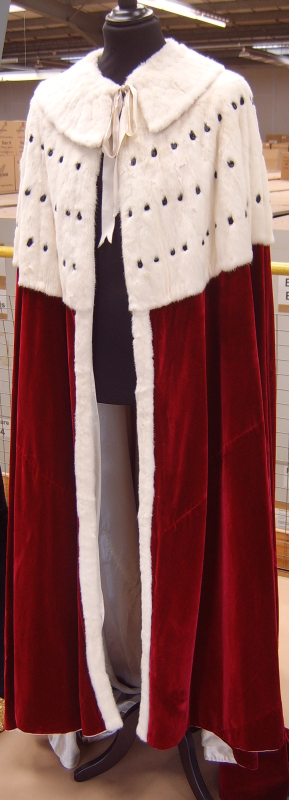
Manteau avec hermine

## Hermine et ses variantes

L'hermine et ses variantes fourrures
D'hermine plain (argent+sable).
De contre-hermine plain (sable + argent).
(Herald.Angl.) D'herminois plain (or + sable).
(Herald.Angl.) De péan plain (sable + or).

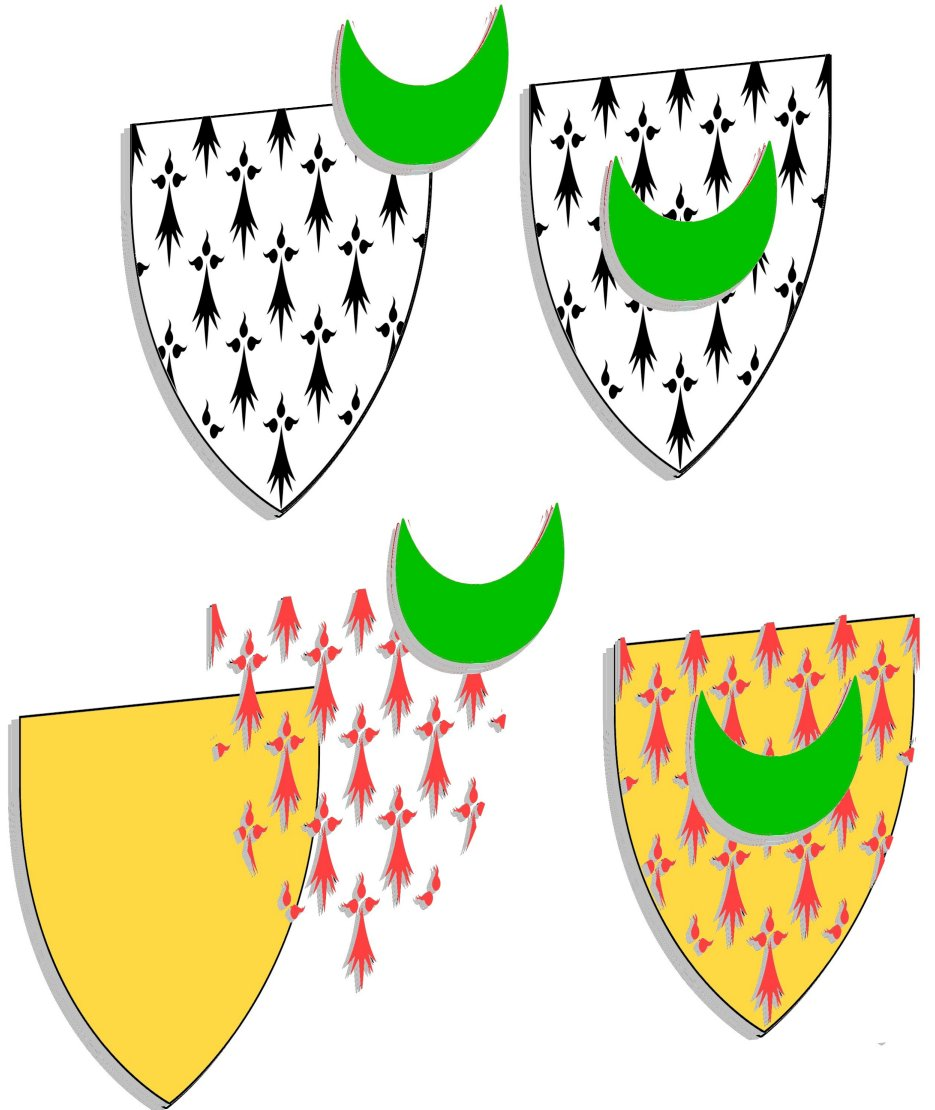

L'hermine se figure comme un d'argent semé de mouchetures d'hermine de sable. Le meuble « moucheture d'hermine » n'existe que par rapport à la fourrure, ce qui justifie de conserver le terme technique « herminé » pour décrire les semés correspondants.
- La contre-hermine, contraire de l'hermine, inverse argent et sable.

- L'héraldique anglaise ajoute deux variantes, l'herminois (ou herminais) et le péan, où l'argent est remplacé par l'or, la fourrure de péan peut donc être considérée comme un "contre-herminais"[16].

- Le cas général serait l'« herminé », si ce terme n'était réservé qu'aux figures composées par des mouchetures. Les champs imitant l'hermine avec d'autres couleurs que le sable et l'argent (ou le sable et l'or) se blasonnent : de <couleur> semé de mouchetures d'hermine de <couleur>, ou de <couleur> herminé de <couleur> ; et doivent respecter la règle d'alternance des couleurs, comme tout champ semé.

- Seules les trois variantes de l'hermine évoquées ci-dessus sont considérées, avec elle, comme fourrures véritables. C'est-à-dire qu'il s’agit d’un champ semé de mouchetures d’hermine représenté sur une seule couche (les mouchetures ne sont pas "au-dessus" du champ mais "dedans")[16]. En revanche, les dérivés de l'hermine dans d'autres couleurs, parfois appelés "herminés", sont des champs d'une certaine couleur (souvent de gueules) semés de mouchetures d'hermine considérées alors comme meubles et superposées, à ce titre, à la couleur de fond. En d'autres termes, la fourrure d'hermine et ses variantes sont une seule couleur héraldique (quoiqu'en bichromie), alors que les dérivés d'hermine (ou herminés) sont bicolores, donc représentés en deux couches, et ne sont pas considérés comme fourrures.

## Vair et ses variantes

Le vair et ses variantes fourrures (tous argent + azur)
1. vair
2. contre-vair
3. vair en pal
4. vair en pointe

Le vair et ses variantes sont constitués d'un pavage de "pièces" identiques, rangées horizontalement tête-bêche en "tires". Ces pièces sont dites « cloches » ou « pots » de vair, selon que la pointe est vers le haut ou vers le bas. 
Le fait que les cloches soient toujours bleues et les pots toujours blancs tient sans doute aux règles de la pelleterie. Il s'agit d'un même animal au pelage varié, dont on utilise le dos, le ventre et les pattes postérieures (celles de devant, trop petites, étant sacrifiées). Le dos de l'animal, gris-bleu, au poil plus rêche, doit respecter le tombant, les pattes arrière se trouvent en bas (en forme de cloche) ; le ventre, blanc, plus doux et ras, peut être inversé, les pattes en haut (en forme de vase). Moyen mnémotechnique : si l'on se figure une tire de vair comme une onde, les nuages (blancs) sont en haut, et la mer (bleue) en bas.
La taille, le nombre de pièces et de tires ne sont pas quelconques sur cette fourrure, contrairement à l'hermine. La composition comporte un nombre déterminé de pièces.
- un vair/vairé standard comporte 4 ou 5 tires sur un écu. Sur un écu parti, les tires et les pièces (cloches et pots) gardent une taille similaire.
- un pavage de moins de 4 tires est appelé beffroi.
- un pavage de plus de 5 tires est appelé menu-vair.

D'une tire à l'autre, le motif peut être décalé en quinconce (vair ordinaire), ou plus rarement aligné en pal (changement du dessin). D'autre part, la tire en chef peut être de la même couleur que la suivante, ou au contraire opposer les couleurs. En combinant ces possibilités, le vair peut se présenter sous quatre formes.
Vair (fig. 1)La fourrure de base est constituée par des cloches d'azur et des pots d'argent. Habituellement, la première tire comporte un nombre entier de cloches et commence par un demi-pot d'argent, la deuxième décalée en quinconce, commence donc par une demi-cloche d'azur. Toutefois, la première tire peut comporter un nombre entier de pots, et commencer par une demi-cloche (fig. 4) ; il n'y a pas de convention précise à cet égard, peu d'auteurs (par exemple Foras) se prononcent sur le sujet  .
Contre-vair (fig. 2)C'est un vair ordinaire dont les couleurs des tires paires (2e, 4e, etc.) sont inversées (changement des couleurs, mais non du dessin).
Vair en pal  (fig. 3)Les tires sont répétées à l'identique, l'une sur l'autre sans décalage (changement du dessin, mais non des couleurs). Ce vair est parfois dit "appointé" par quelques auteurs, mais vivement critiqué par d'autres comme Foras ; en effet, c'est le seul vair, avec le vair en pointe, dont, par un changement du dessin, les pointes des pièces ne convergent pas.
Vair en pointe (fig. 4)C'est un vair ordinaire dont les tires paires sont renversées (changement du dessin et des couleurs).
Vair renverséToutes les tires sont renversées (comme si l'écu était tête-bêche) ; ou plus simplement, les couleurs sont inversées (les cloches sont d'argent, et les pots d'azur). Du fait de la confusion possible avec le vair ordinaire, il fut très rarement utilisé à l'époque médiévale, et presque toujours en pal-renversé sur des pièces honorables (pal, bande, chevron, ou même gironné), ce qui permettait de respecter la règle d'alternance des couleurs (les demi-cloches blanches sont en contact avec le champ, très souvent rouge : Pérusse des Cars, de gueules au pal de vair en pal renversé). Cette règle claire a été ignorée à partir du XVIIe siècle, la plupart des héraldistes modernes chargeant les pièces avec du vair ordinaire.

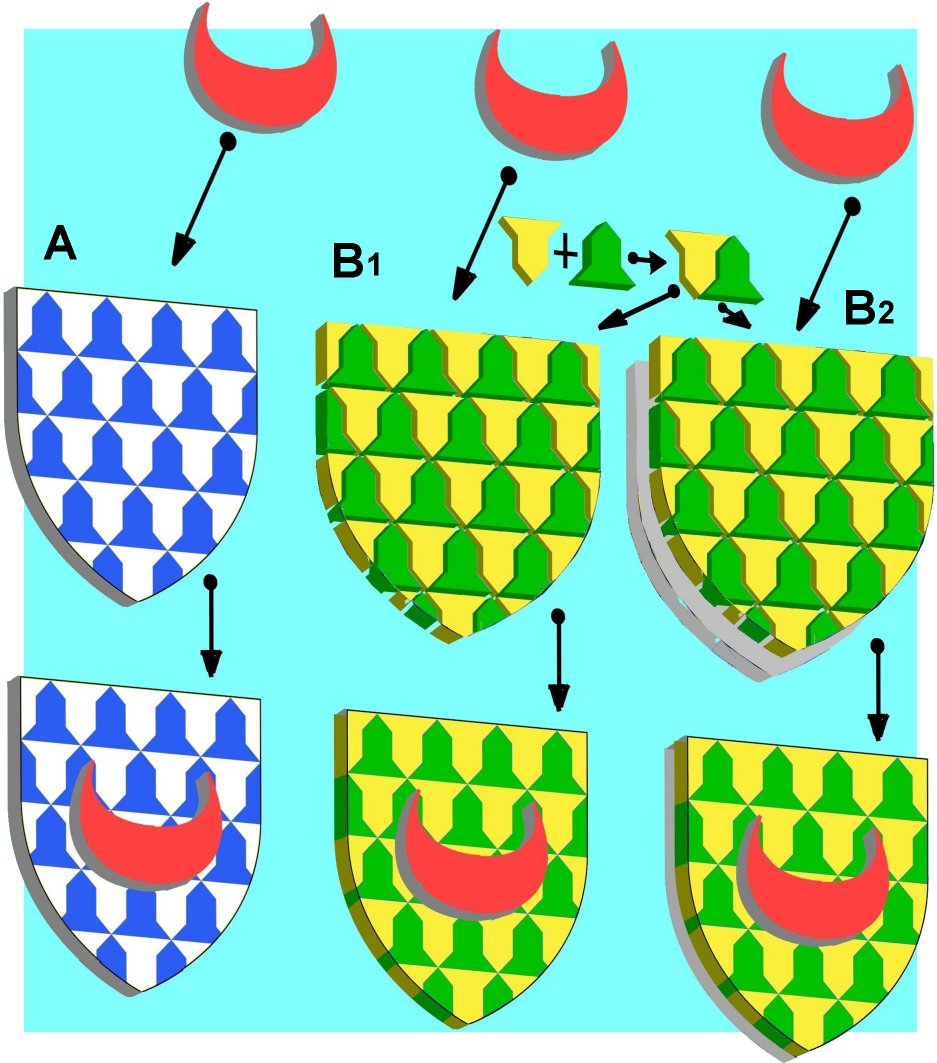

VairésDésigne les pavages en forme de vair standard de couleurs différentes que l'argent et l'azur. Ici : Vairé d'or et de sinople. Par définition, les deux couleurs utilisées ne sont pas nécessairement l'une de métal l'autre d'émail. Les vairés, à l'instar du vair, peuvent être en pal, en pointe, contre-, etc. Dans tous les cas, la couleur à citer en premier est celle des pots.
Différence entre vairs et vairésUn vair, en tant que fourrure, est une couleur héraldique, certes bichrome, mais attribut simple du champ ou d'une figure. En ce sens, elle supporte directement une charge : (Fig.A ci contre) le champ de vair est chargé directement du croissant de gueules "De vair à un croissant de gueules".

Par contre le vairé d'or et de sinople suppose soit (fig.B1) une menue partition du champ soit (fig.B2) un pavage de la table d'attente de "pièces de vair" (cloches et pots), ce qui en définitive au niveau du rendu final est quasi identique, et le croissant posé dessus, passant sur plusieurs quartiers du champ ou sur plusieurs pièces de vair ne charge rien, mais broche sur ces figures : "Vairé d'or et de sinople, au croissant de gueules brochant" 

Cette approche est confirmée expressément dans peu d'ouvrages, mais plus rares sont ceux qui classent les vairés comme variantes des vairs dans les fourrures, la majorité laissant flotter l'incertitude, mais blasonnant leurs exemples (quand il y en a) "vairé de X et Y", et non "de vairé X et Y".

### Forme des "pièces de vair"

Contrairement à la moucheture d'hermine, la figure de base du vair n'a pas de nom "officiel" : on trouve le plus souvent "cloche" ou "clochette" (avec ses équivalents en anglais : bell ; en italien, espagnol, portugais, catalan : campana...) Plus rarement "pot" pour "cloche versée" (la figure inverse).

En Europe de l'est, la "cloche" est vue plutôt comme un "casque" et prend le nom de "Helmet" (casque) ou de l'allemand "Eisenhütlein" du russe '"железных шапочек" (chapeau de fer).
Mais ces différences d'appellations imagées n'ont qu'une importance relative, car la pièce de vair est très rarement utilisée comme meuble hors des vairs et vairés.
La fantaisie des illustrateurs a introduit un grand nombre de variations dans la forme des cloches (qui parfois d'ailleurs ne ressemblent plus guère à des cloches). C'est le cas pour :

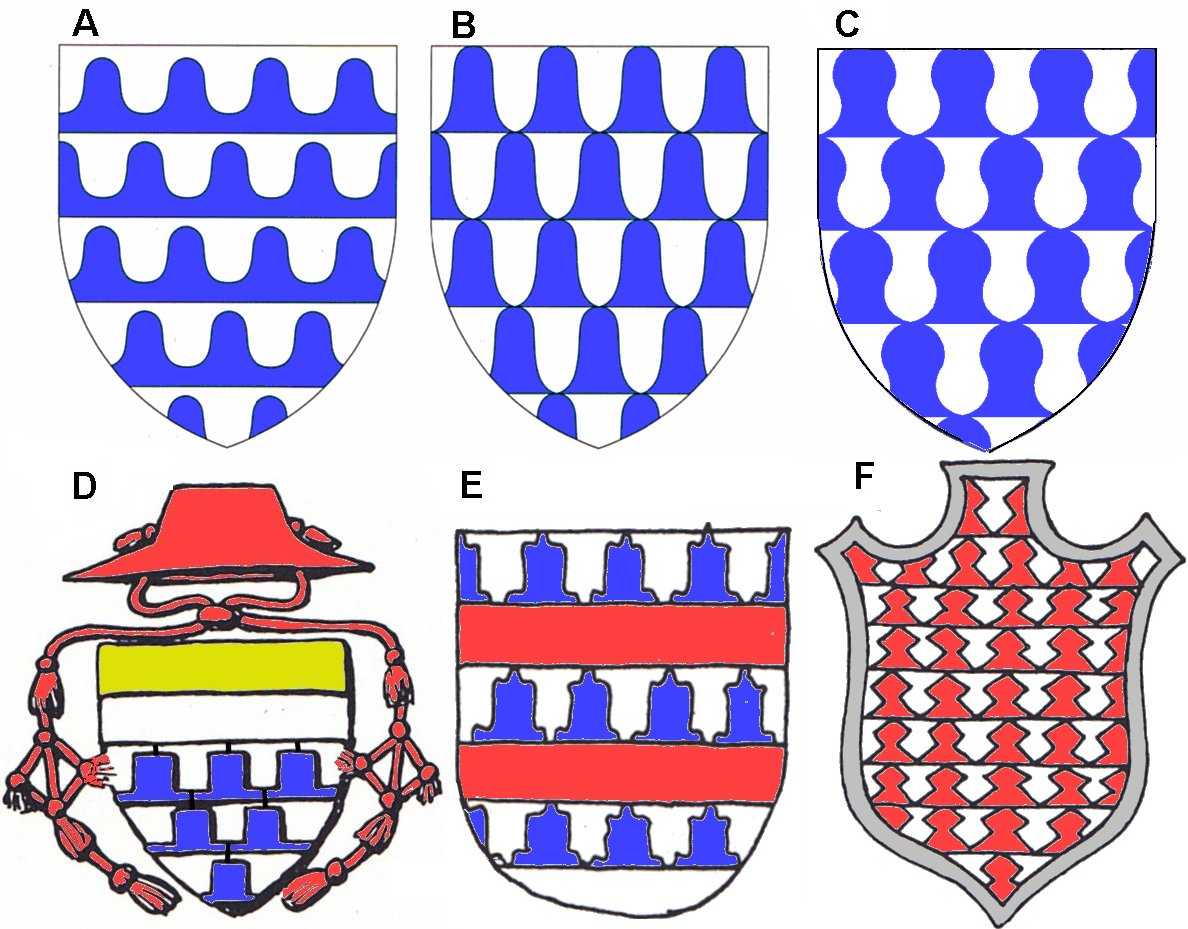

Les Vairs "antiques"Ces vairs, avec leurs homologues vairés, soit arrondis jusqu'à l'excès du "nébulé" ou au contraire "carrés", sont qualifiés d’"antiques", terme contesté par certains auteurs ou modulé par d'autres auteurs.
fig. A : De vair antique plain, Lords de Hatch-Beauchamp. (Ici les couleurs  sont inversées. Le village de Somerset en Grande-Bretagne a un blason de vair plain classique).
fig. B : De vair antique plain, autre forme.
fig. C : De vair antique dit "nébulé" : forme la plus fréquente du vair antique.
fig. D : Beffroi antique, au chef coupé d'or et d'argent. Cardinal Pierre de Cros le jeune (d'après Galbreath, graphisme qui disparait après 1400).
fig. E : Fascé de vair et de gueules, Hugues, dit Gonin, de Vichy (d'après de Boos).
fig. F : Vairé à l'antique d'argent et de gueules, Giovanbattista Tori (d'après de Boos. Toutefois le dessin montre un menu-vairé en pal.).

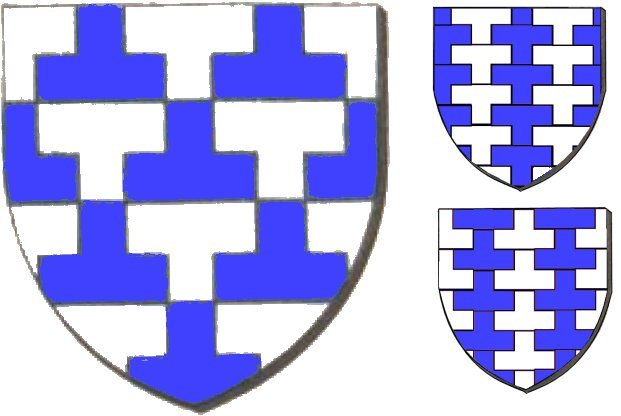

Le vair "potencé"Il est indiqué comme provenant de l'héraldique anglaise. Or l'héraldique anglaise ne parle pas de "vair potencé" mais de "potencé" tout court, = pavage de "potences", figures en forme de T (= tau = béquille) à l'instar des cloches de vair dans ses diverses variantes.
Le terme de "vair potencé" est ignoré dans la plupart des ouvrages à lexique, et il est vivement critiqué en particulier par Amédée de Foras qui concède que si "potent" et "counter-potent" peuvent être considérés comme fourrure Outre-Manche, "potencé" et "contre-potencé" ne sauraient l'être en héraldique française, car correspondant aux pavages par menues partitions (représentées à droite de ce "potent" qui en héraldique française devrait se blasonner "potencé d'argent, contre-potencé d'azur").
D'autres variations sont parfois citées, mais les exemples d'utilisations réelles manquent (en tous cas ici).

Ces formes ne semblent pas constituer une caractéristique déterminante d'identification, car elles sont rares et semblent plus liées à des modes de représentation selon les lieux, les époques, et les techniques disponibles au moment où elles apparaissent.

## En marge des fourrures
|  | La Zibeline ou Fausse-Hermine Ici en doublure du manteau (l'écu étant d'hermine plain), elle se représente sur champ d'argent par un semis de mouchetures constituées simplement de la petite queue sans les trois points d'accroche, sans précision s'il s'agit d'une fourrure ou d'un semé, mais les ornements extérieurs de l'écu, non identitaires, sont moins rigoureux quant au respect des définitions des couleurs. |

|  | Le Papelonné est pour la très grande majorité des auteurs un champ (ici de gueules) semé de meubles (ici d'argent) n'ayant pas de nom défini (sorte d'écaille en arrondi vers la pointe), posés en quinconce, aboutés aux voisins de la même tire et à la base de ceux de la tire supérieure ; le Papelonné est parfois considéré comme une fourrure par de rares auteurs. |

|  | Le Plumeté est pour la très grande majorité des auteurs un champ semé. Le blasonnement proposé ici dans la source n'est donc pas conventionnel : « Plumeté d’argent à un pal d’hermine, qui est de Brégence (Bregenz, Vorarlberg, Autriche) ». On lui préfèrera : « D'argent semé de mouchetures de sable en forme de barbes de plumes, à un pal d’hermine ». |

|  | Exemple de fourrures figurées de manière réaliste et non selon la symbolique héraldique classique : « De vair naturel, au pal d'hermine naturelle qui est de Brégence » (autre version). |

Le papelonné et le plumeté sont certes des « champs semés » ou « champs composés », mais parfois assimilés à des fourrures par de rares auteurs, quand elles ne sont pas pleinement considérés comme telles. 
Le fait qu'il soit systématiquement nécessaire d'énoncer les deux émaux (le champ et le semé), impliquerait pourtant qu'il ne s'agit pas de fourrures.